# Ривертон (город, Миннесота)
Ривертон (англ. Riverton) — город в округе Кроу-Уинг, штат Миннесота, США. На площади 2,2 км² (2 км² — суша, 0,2 км² — вода), согласно переписи 2002 года, проживают 115 человек. Плотность населения составляет 56,6 чел./км².
- Телефонный код города — 218
- Почтовый индекс — 56455
- FIPS-код города — 27-54736[1]
- GNIS-идентификатор — 0650151[2]